# Latrobe (rivière)
Pour les articles homonymes, voir La Trobe.
La Latrobe est une rivière du Gippsland, dans l'État de Victoria, en Australie.

## Étymologie
En brataualung, un langage aborigène, la rivière a deux noms: Durt'yowan, ce qui signifie "doigt"; et Tanjil, sans définition connue.
Le nom actuel de la rivière vient de Charles La Trobe, le premier gouverneur-adjoint de l'État de Victoria.

## Géographie
Elle prend sa source dans les Alpes australiennes et coule vers le sud-est dans la Vallée Latrobe jusqu'au lac Wellington, un des lacs du Gippsland. Ses affluents sont les rivières Moe, Tanjil et Tyers.